# Dværgelefant
Dværgelefanter er betegnelsen for især forhistoriske medlemmer af ordenen snabeldyr (Proboscidea), der var betydeligt mindre end nutidige elefanter. Deres mindre størrelse skyldtes, at de var blevet isoleret på mindre øer, hvor de gennem en proces, der minder om allopatrisk artdannelse havde tilpasset sig de nye livsvilkår med færre ressourcer. 
Dværgeefanterne udviklede sig til nye arter eller mindre underarter af den elefantart, som de oprindeligt blev isoleret fra. De fleste fund af fossiler fra dværgelefanter er sket på øer omkring Middelhavet, som blev koloniseret af elefanter under istiden som følge af det lave havniveau.
Den cypriotiske dværgelefant (Elephas cypriotes) skønnes at have vejet godt 200 kg. Det er kun 2% af nutidens elefanter, der typisk vejer omkring 10.000 kg. Den nulevende underart af asiatisk elefant fra Borneo, Elephas maximus borneensis, kaldes ofte en dværgelefant og er stærkt truet af udryddelse.